# クリーンシード
クリーンシード（英語: clean seed）は、植物の種子に付着している翼、綿毛、花殻などを除去して、播種しやすくしたものである。かつてハナハマサジ（スターチス、リモニウム）は、花殻がタネとして売られていたため、播きにくく、発芽も非常に悪かった。アネモネの綿毛や、ガザニアの落下傘、カエデ類や松柏類の翼なども種まきにはじゃまであった。
同じように播きやすく加工されたものとしては、微細種子に水溶性で無害なプラスチックをコーティングし、指でつまんで撒けるようにしたペレットシードがある。